# رودي بيفيناجي
رودي بيفيناجي مواليد 15 يونيو 1954، هو دراج بلجيكي سابق في صنف سباق الدراجات على الطريق.

## سجل النتائج

### سباقات أو مراحل فاز بها
- طواف فرنسا

## روابط خارجية
- رودي بيفيناجي على موقع أرشيف الدراجات (الإنجليزية)
- رودي بيفيناجي على موقع إحصائيات الدراجات الإحترافية (الإنجليزية)
- رودي بيفيناجي على موقع CycleBase (الإنجليزية)